# 舍本
舍本（英語：Sherburne）是位于美国纽约州希南戈县的一个镇，地处希南戈县北部。2010年美国人口普查时，该镇有4048人。该地原先是奥奈达人的领地，1780年代末纽约州从奥奈达人手中买下了这里的土地。1795年舍本镇正式建立，其名称源于美国作曲家丹尼尔·里德于1783年创作的“舍本”。